# Filitosa
Filitosa és un lloc megalític al sud Còrsega , França. El període d'ocupació va del final del Neolític i el començament de l'Edat de Bronze, fins a l'època romana.

## Ubicació

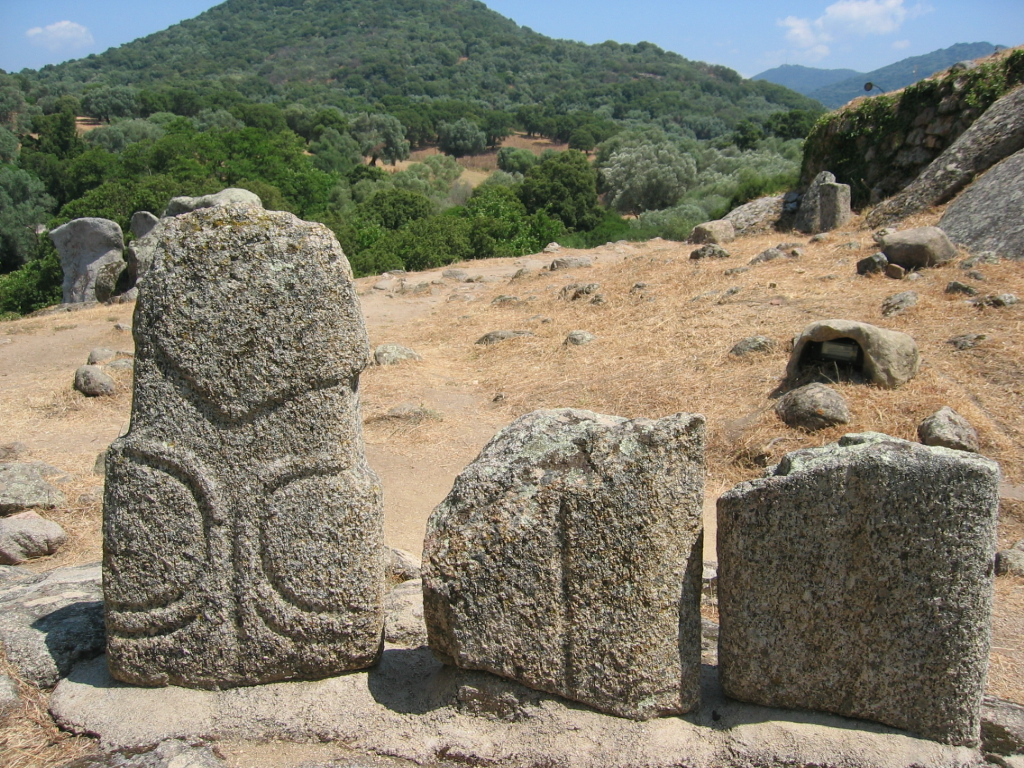
Part posterior de l'estàtua- menhir

El lloc es troba a la carretera D5 km7, uns quants centtenrs de metres del llogarret de Filitosa, 5 km a l'oest de Sollacaro, en el cantó de Petreto-Bicchisano, districte de Sartène, al nord de Propriano al departament de Còrcega-del-Sud . És localitzat en un turó, mirant cap a la vall del Taravo.
El lloc va ser descobert dins 1946 pel propietari del terreny, Charles-Antoine Cesari. Les excavacions sistemàtiques van començar el 1954 dirigides per Roger Grosjean. Hi va trobar puntes de fletxa i ceràmica que permeteren datar la més antiga ocupació vers el 3300 BC. Al voltant 1500 BC, hi foren erigits 2-3 menhirs d'un metre d'alçada esculpits amb representacions de cares humanes, armadura i armes.